# Isabel Tocino
Isabel Tocino Biscarolasaga, née le 9 mars 1949 à Santander, est une femme politique espagnole, membre du Parti populaire (PP).
En 1986, elle entre à la direction de l'Alliance populaire (AP) et est élue au Congrès des députés. Désignée, trois ans plus tard, vice-présidente du nouveau Parti populaire, elle est nommée ministre de l'Environnement en 1996. Elle quitte le gouvernement en 2000 et la vie politique en 2002.

## Biographie

### Formation et carrière
Après avoir obtenu une licence en droit à l'université complutense de Madrid, elle passe avec succès un master de direction des entreprises à l'Institut d'études supérieures commerciales (IESE) puis, en 1973, son doctorat en droit de l'énergie nucléaire à l'université complutense.
Elle travaille comme experte juridique à l'association espagnole d'énergie nucléaire, entre 1972 et 1976, avant de devenir professeur de droit civil à l'université complutense, et avocate.

### Débuts en politique
Elle adhère à l'Alliance populaire (AP) en 1983 sur l'invitation de son président et fondateur Manuel Fraga.
Elle entre trois ans plus tard au comité exécutif national de l'AP, à l'occasion du VIIe congrès en février 1986. Elle est alors la seule femme à y siéger et occupe le poste de secrétaire à la Condition féminine.
Pour les élections législatives anticipées du 22 juin suivant, elle occupe la dixième place de la liste de la Coalition populaire (CP) dans la circonscription de Madrid. Élue au Congrès des députés, elle siège à la commission de l'Éducation et de la Culture, la commission de contrôle de la radiotélévision publique et la commission bicamérale pour la Recherche scientifique.

### Ascension
À l'occasion du VIIIe congrès de l'AP, en février 1987, elle se présente comme vice-présidente du comité exécutif national sur la liste de Miguel Herrero, dont faisaient également partie José María Aznar, Rodrigo Rato et Federico Trillo. Ils sont battus par 729 voix contre 1 930 à celle d'Antonio Hernández Mancha. Toutefois, le 21 janvier 1989, au cours du IXe congrès, elle est élue vice-présidente du nouveau Parti populaire (PP), qui remplace l'AP, sous la présidence de Manuel Fraga. Elle est pressentie à la fin du mois d'août pour être désigner chef de file électorale du nouveau parti, en même temps que Marcelino Oreja et José María Aznar, mais c'est ce dernier qui sera finalement choisi.
Elle est investie le 4 septembre 1989 tête de liste du PP dans la circonscription de Cantabrie pour les élections législatives anticipées du 29 octobre suivant. Aux côtés de Luisa Fernanda Rudi, Loyola de Palacio, Soledad Becerril, Celia Villalobos et Teófila Martínez, elle fait partie des femmes choisies pour conduire les listes du Parti populaire dans un contexte général de féminisation des candidatures. Après avoir été réélue députée, elle intègre la commission des Affaires étrangères et la commission bicamérale pour les Communautés européennes.
En avril 1990, Aznar remplace Fraga et supprime les vice-présidences du PP. Isabel Tocino est tout de même réélue au comité exécutif national, tout comme en février 1993,. Elle postule pour un troisième mandat aux élections législatives anticipées du 6 juin 1993 en tête de liste dans la circonscription de Tolède, à la suite de ses nombreux désaccords et affrontements avec Juan Hormaechea, président de la Députation régionale de Cantabrie. Toujours membre de la commission des Affaires étrangères et de la commission bicamérale pour l'Union européenne, elle en prend la présidence en février 1994.

### Ministre et fin de parcours
Réélue députée de Tolède au cours des élections législatives anticipées du 3 mars 1996, Isabel Tocino est nommée à 46 ans ministre de l'Environnement dans le premier gouvernement minoritaire de José María Aznar, après le refus exprimé par Pilar del Castillo. Première titulaire de ce poste nouvellement créé, elle était initialement destinée à occuper la présidence de la commission des Affaires étrangères du Congrès des députés.
N'étant pas reconduite au gouvernement après les élections législatives du 12 mars 2000, elle est finalement désignée présidente de la commission des Affaires étrangères du Congrès le 10 mai suivant. Remplaçant le dirigeant chrétien-démocrate historique Javier Rupérez, elle est la première femme à occuper cette fonction.

### Après la politique
Elle est pressentie en janvier 2002 comme vice-secrétaire générale de l'Organisation pour la coopération et le développement économique (OCDE) et accepte alors de mettre un terme à sa vie politique. Elle quitte effectivement la politique en juin, mais pour rejoindre le secteur privé : elle est en effet nommée présidente de Siebel Systems pour l'Espagne et le Portugal et membre du conseil européen de l'entreprise, où elle retrouve Giuliano Amato et John Major. Elle intègre le conseil d'administration de Banco Santander en mars 2007.
Nommée membre du Conseil d'État en janvier 2008 par le président du gouvernement socialiste José Luis Rodríguez Zapatero, elle est confirmée en mars 2012 par le conservateur Mariano Rajoy.

### Vie privée
Mariée à José Manuel Bartolomé Gutiérrez, ils ont eu six enfants. Elle a publié, en janvier 2008, Tu hija es celiaca, dans lequel elle raconte le combat qu'elle mène, tous les jours, pour soigner sa fille, atteinte de la maladie cœliaque.